# Uganda az 1996. évi nyári olimpiai játékokon
Uganda az egyesült államokbeli Atlantában megrendezett 1996. évi nyári olimpiai játékok egyik részt vevő nemzete volt. Az országot az olimpián 4 sportágban 10 sportoló képviselte, akik összesen 1 érmet szereztek.

## Érmesek
| Érem  | Versenyző    | Sportág  | Versenyszám |
| ----- | ------------ | -------- | ----------- |
| Bronz | Davis Kamoga | Atlétika | Férfi 400 m |

## Asztalitenisz
Férfi
| Versenyző      | Versenyszám | Csoportkör                                                                                           | Csoportkör | Nyolcaddöntő      | Negyeddöntő       | Elődöntő          | Döntő             | Helyezés |
| Versenyző      | Versenyszám | Ellenfél Eredmény                                                                                    | Hely.      | Ellenfél Eredmény | Ellenfél Eredmény | Ellenfél Eredmény | Ellenfél Eredmény | Helyezés |
| -------------- | ----------- | --- | ---------- | ----------------- | ----------------- | ----------------- | ----------------- | -------- |
| Paul Mutambuze | Egyes       | B csoport · Vang Tao (Wang Tao) (CHN) · 0:2 · Daniel Ciókasz (GRE) · 0:2 · Danny Heister (NED) · 0:2 | 4.         | kiesett           | kiesett           | kiesett           | kiesett           | 17.      |

Női
| Versenyző                 | Versenyszám | Csoportkör | Csoportkör | Nyolcaddöntő      | Negyeddöntő       | Elődöntő          | Döntő             | Helyezés |
| Versenyző                 | Versenyszám | Ellenfél Eredmény | Hely.      | Ellenfél Eredmény | Ellenfél Eredmény | Ellenfél Eredmény | Ellenfél Eredmény | Helyezés |
| ------------------------- | ----------- | --- | ---------- | ----------------- | ----------------- | ----------------- | ----------------- | -------- |
| June Kyakobye             | Egyes       | A csoport · Deng Yaping (CHN) · 0:2 · Marie Svensson (SWE) · 0:2 · Lisa Lomas (GBR) · 0:2 | 4.         | kiesett           | kiesett           | kiesett           | kiesett           | 17.      |
| Mary Musoke               | Egyes       | B csoport · Qiao Hong (CHN) · 0:2 · Szató Rika (JPN) · 0:2 · Xiao-Ming Wang-Dréchou (FRA) · 0:2 | 4.         | kiesett           | kiesett           | kiesett           | kiesett           | 17.      |
| Mary Musoke June Kyakobye | Páros       | D csoport · Dél-Korea (KOR) · Pak Hedzsong (Park Hae-Jeong) · Ju Dzsihje (Yu Ji-Hye) · 0:2 · Tajvan (TPE) · Bai Hui-Yun · Xu Jing · 0:2 · Románia (ROU) · Emilia Elena Ciosu · Georgeta Cojocaru · 0:2 | 4.         |                   | kiesett           | kiesett           | kiesett           | 25.      |

## Atlétika
Férfi
| Versenyző     | Versenyszám | Előfutam      | Előfutam      | Előfutam      | Negyeddöntő | Negyeddöntő | Negyeddöntő | Elődöntő | Elődöntő | Elődöntő | Döntő   | Döntő    |
| Versenyző     | Versenyszám | Idő           | Hely.         | Össz.         | Idő         | Hely.       | Össz.       | Idő      | Hely.    | Össz.    | Idő     | Helyezés |
| ------------- | ----------- | ------------- | ------------- | ------------- | ----------- | ----------- | ----------- | -------- | -------- | -------- | ------- | -------- |
| Davis Kamoga  | 400 m       | 45,56         | 3.            | 11.           | 44,82       | 3.          | 5.          | 44,85    | 3.       | 4.       | 44,53   |          |
| Francis Ogola | 400 m       | nem ért célba | nem ért célba | nem ért célba | kiesett     | kiesett     | kiesett     | kiesett  | kiesett  | kiesett  | kiesett | kiesett  |
| Julius Achon  | 1500 m      | 3:43,08       | 6.            | 38.           |             |             |             | kiesett  | kiesett  | kiesett  | kiesett | kiesett  |

Női
| Versenyző     | Versenyszám | Előfutam | Előfutam | Előfutam | Negyeddöntő | Negyeddöntő | Negyeddöntő | Elődöntő | Elődöntő | Elődöntő | Döntő   | Döntő    |
| Versenyző     | Versenyszám | Idő      | Hely.    | Össz.    | Idő         | Hely.       | Össz.       | Idő      | Hely.    | Össz.    | Idő     | Helyezés |
| ------------- | ----------- | -------- | -------- | -------- | ----------- | ----------- | ----------- | -------- | -------- | -------- | ------- | -------- |
| Grace Birungi | 400 m       | 53,12    | 6.       | 37.      | kiesett     | kiesett     | kiesett     | kiesett  | kiesett  | kiesett  | kiesett | kiesett  |

## Ökölvívás
| Versenyző      | Versenyszám | Selejtező                   | Nyolcaddöntő           | Negyeddöntő       | Elődöntő          | Döntő             | Helyezés |
| Versenyző      | Versenyszám | Ellenfél Eredmény           | Ellenfél Eredmény      | Ellenfél Eredmény | Ellenfél Eredmény | Ellenfél Eredmény | Helyezés |
| -------------- | ----------- | --------------------------- | ---------------------- | ----------------- | ----------------- | ----------------- | -------- |
| Franco Agentho | Könnyűsúly  | Fabrizio Nieva (ARG) · 8–12 | kiesett                | kiesett           | kiesett           | kiesett           | 17.      |
| Charles Kizza  | Nehézsúly   | erőnyerő                    | Jiang Tao (CHN) · 7–10 | kiesett           | kiesett           | kiesett           | 9.       |

## Súlyemelés
| Versenyző  | Versenyszám | Szakítás | Szakítás | Lökés    | Lökés    | Összesen | Helyezés |
| Versenyző  | Versenyszám | Eredmény | Helyezés | Eredmény | Helyezés | Összesen | Helyezés |
| ---------- | ----------- | -------- | -------- | -------- | -------- | -------- | -------- |
| Ali Kavuma | 108 kg      | 110,0    | 21.      | 150,0    | 19.      | 260,0    | 19.      |